# 타오신란 (바둑 기사)
타오신란(중국어: 陶欣然, 병음: Táo Xīnrán, 한자음: 도흔연, 1994년 7월 5일 ~ )은 중화인민공화국의 바둑 기사이다. 2006년 프로기사가 되었고 2021년 9단에 올랐다.

## 약력
- 후난성 창사시 출신
- 2009년 5단 승단
- 2012년 제1회 바이링배 32강
- 2013년 신인왕전 우승 (대 판윈뤄 2:1)
- 2021년 9단 승단